# Sonata de iglesia n.º 7 (Mozart)
La Sonata de iglesia n.º 7 en fa mayor, K. 224/241a es una sonata de iglesia en un único movimiento, escrita por Wolfgang Amadeus Mozart a principios del año 1776, cuando tenía veinte años de edad. La pieza fue compuesta en Salzburgo, para su uso por parte del príncipe-arzobispo Hieronymus von Colloredo, a cuyo servicio trabajaba Mozart desde 1772.

## Características
La obra está escrita en compás de compasillo, con una indicación de tempo de Allegro con spirito. Presenta una extensión de cientoún compases, y consta de dos secciones, ambas repetidas: la primera (compases 1-45) se desplaza a la tonalidad de la dominante (do mayor), mientras que la segunda (compases 46-101) regresa a la tonalidad principal. Por otra parte, como la mayor parte de las sonatas de iglesia mozartianas, está escrita para dos violines, órgano, y bajos (violonchelo y contrabajo, y fagot ad libitum).